# Proasellus pavani
Proasellus pavani är en kräftdjursart som först beskrevs av Arcangeli 1942.  Proasellus pavani ingår i släktet Proasellus och familjen sötvattensgråsuggor. Inga underarter finns listade i Catalogue of Life.